# Xã Ohio, Quận Warrick, Indiana
Xã Ohio (tiếng Anh: Ohio Township) là một xã thuộc quận Warrick, tiểu bang Indiana, Hoa Kỳ. Năm 2010, dân số của xã này là 37.749 người.